# Гала-Ари
Гала́-Ари́ (рос. Гала-Ары) — невеликий річковий острів на річці Анабар. Територіально відноситься до Якутії, Росія.
Розташований в нижній течії річки ближче до лівого берега, вище впадіння лівої притоки Коннієс. Острів має овальну форму, витягнутий із заходу на схід. Острів рівнинний, вкритий пісками. На заході сполучається з берегом широкою косою, яка в основному затоплена.
| Росія | Це незавершена стаття з географії Росії. Ви можете допомогти проєкту, виправивши або дописавши її. |